# Michael Ballack
Michael Ballack, född 26 september 1976 i Görlitz i dåvarande DDR, är en tysk före detta professionell fotbollsspelare. Han var mittfältare och lagkapten i Tysklands fotbollslandslag mellan 2004 och 2010.

## Biografi
Ballack kom fram som talang i Chemnitz och spelade i Tysklands U21-landslag innan han värvades av Bundesliga-klubben 1. FC Kaiserslautern. Han blev tysk mästare 1998 men spelade en mindre roll i laget. Det stora genombrottet skulle komma efter flytten till Bayer Leverkusen 1999. Han debuterade i landslaget 1999 och togs ut till EM 2000 men spelade bara 65 minuter. I Leverkusen fick Ballack under 2001 sitt genombrott i landslaget under VM-kvalet. Samtidigt var han med i det Bayer Leverkusen som tog sig till final i Champions League-final mot Real Madrid våren 2002 men förlorade 1-2. Laget kom även tvåa i den tyska ligan och cupen.
Ballack var en starkt bidragande orsak till Tysklands avancemang till VM-finalen i fotboll 2002. Ballack gjorde bland annat avgörande mål mot USA och Sydkorea. Efter VM-slutspelet 2002 flyttade Ballack till storlaget FC Bayern München. Hans tid i Bayern München innebar flera nationella titlar men laget lyckades inte alls i Champions League. 
2006 var Ballack lagkapten för Tyskland när VM spelades på hemmaplan. Det tyska laget kom på en tredjeplats. Ballack sågs som den klart lysande spelaren i laget men tvingades avstå två matcher på grund av skadeproblem. 
Under transferfönstret sommaren 2006 värvades han till Chelsea och blev där en av världens bäst betalda spelare med en veckolön på cirka 1,8 miljoner kr. 2010 flyttade han hem till Tyskland och sin tidigare klubb Bayer Leverkusen. Han missade VM 2010 på grund av en skada och hade fortsatta skadeproblem under hela 2010. I juni 2011 meddelade Ballack att han gjort sitt i landslaget. I oktober 2012 meddelade Ballack officiellt att han avslutar sin karriär som spelare.

## Personligt
Ballack fick tre barn med sin fru Simone. En av deras söner, Emilio, avled 2021 i en olycka.

## Meriter

### Landslaget
- VM-turneringar: 2002, 2006
  - Silvermedalj 2002
  - Bronsmedalj 2006
- EM-turneringar: 2000, 2004, 2008
  - Silvermedalj 2008
- Lagkapten i landslaget 2004–2010

### Klubblag
- Tysk mästare 1998, 2003, 2005
- Tysk cupmästare 2003
- Finalist i Champions League 2002, 2008
- Engelsk cupmästare 2007
- FA-cupmästare 2007, 2009, 2010
- FA Premier League: 2010